# Giải bóng đá Cúp Quốc gia Việt Nam
Giải bóng đá Cúp Quốc gia Việt Nam (tiếng Anh: Vietnamese National Football Cup), thường được biết đến với tên ngắn gọn là Cúp Quốc gia (trước đây cũng được gọi là Cúp bóng đá Quốc gia trong tiếng Việt), là giải bóng đá hàng năm cho các đội bóng đá chuyên nghiệp tại Việt Nam. Giải đấu ra đời vào năm 1992 với đội đoạt chức vô địch đầu tiên là Cảng Sài Gòn.
Các câu lạc bộ tham dự giải sẽ là các câu lạc bộ thi đấu tại V.League 1 và V.League 2. Thể thức bốc thăm chia cặp và đấu loại trực tiếp, tùy thứ hạng mùa giải liền trước đó và số lượng đội bóng tham dự mùa bóng hiện tại để xác định số vòng đấu cũng như vòng đấu phải tham gia của các đội. Đội vô địch Cúp Quốc gia sẽ đại diện cho Việt Nam tham dự Giải vô địch bóng đá các câu lạc bộ ASEAN. Đội vô địch Cúp Quốc gia cũng sẽ tham dự trận tranh Siêu cúp Quốc gia cùng với đội vô địch V.League 1.
Tính đến mùa giải 2024–25, Sông Lam Nghệ An, Becamex Bình Dương và Hà Nội là những đội bóng có nhiều lần đoạt Cúp Quốc gia nhất với ba danh hiệu mỗi đội nếu không tính các lần sáp nhập, chuyển giao. Nếu tính tổng cộng các lần sáp nhập, chuyển giao Câu lạc bộ bóng đá Công an Thành phố Hồ Chí Minh (mới) là đội thành công nhất do kế thừa 02 lần của Cảng Sài Gòn, 02 lần của Công an Thành phố Hồ Chí Minh (cũ) và 01 lần của Xi măng The Vissai Ninh Bình

## Thể thức thi đấu
Các câu lạc bộ được bốc thăm theo cặp, thi đấu theo thể thức loại trực tiếp một trận. Sau khi kết thúc 90 phút thi đấu chính thức, nếu tỷ số hoà, hai đội sẽ thi đá luân lưu 11m để xác định đội thắng, tương tự như Cúp FA tại Anh.
Với các trận đấu giữa câu lạc bộ từ V.League 1 và câu lạc bộ từ V.League 2, câu lạc bộ từ V.League 1 không được sử dụng cầu thủ ngoại.

### Phân loại giải đấu (mùa giải 2023)
| Vòng đấu       | Số đội bóng vào thẳng                                               | Số đội bóng từ vòng đấu trước |
| -------------- | ------------------------------------------------------------------- | ----------------------------- |
| Vòng loại      | 20 đội từ V.League 1 và V.League 2                                  | —                             |
| Vòng 1/8       | 4 đội lọt vào bán kết mùa giải trước 2 đội tham dự các cúp châu lục | 10 đội thắng vòng loại        |
| Vòng tứ kết    | —                                                                   | 8 đội thắng vòng 1/8          |
| Vòng bán kết   | —                                                                   | 4 đội thắng vòng tứ kết       |
| Trận chung kết | —                                                                   | 2 đội thắng vòng bán kết      |

## Lịch sử
Giải đấu được Liên đoàn bóng đá Việt Nam tổ chức lần đầu tiên vào năm 1992, dành cho tất cả các đội bóng trong hệ thống thi đấu của bóng đá Việt Nam. Cảng Sài Gòn là chủ nhân của chiếc Cúp Quốc gia đầu tiên sau khi thắng Thể Công trong loạt sút luân lưu ở sân Thống Nhất. Cũng tại đây, Cảng Sài Gòn còn giành chiếc cúp này một lần nữa vào năm 2000. Năm 2004, Cúp Quốc gia được giới hạn lại cho các câu lạc bộ chuyên nghiệp và hạng Nhất.
Có tổng cộng 16 nhà vô địch trong lịch sử của giải đấu. Trong đó, Long An, Hà Nội ACB, Nam Định, Sài Gòn Xuân Thành, Hòa Phát Hà Nội, Navibank Sài Gòn, Xi măng The Vissai Ninh Bình mỗi đội có 1 lần lên ngôi; Cảng Sài Gòn, Đà Nẵng, Bình Định, Công an Thành phố Hồ Chí Minh, Hải Phòng, Hải Quan và Thanh Hóa, mỗi đội đều đã 2 lần đăng quang. Ba đội có thành tích tốt nhất là Sông Lam Nghệ An, Hà Nội và Becamex Bình Dương, với 3 chức vô địch mỗi đội.

## Các trận chung kết
|  | Trận đấu được phân định bằng loạt sút luân lưu |
|  | Trận đấu được phân định bằng bàn thắng vàng    |

- Các trận chung kết với hai lượt trận được liệt kê theo thứ tự diễn ra.

| Mùa giải | Vô địch                                           | Tỷ số                                             | Á quân                                            | Địa điểm                                          | Khán giả                                          | TK.                                               |
| -------- | ------------------------------------------------- | ------------------------------------------------- | ------------------------------------------------- | ------------------------------------------------- | ------------------------------------------------- | ------------------------------------------------- |
| 1992     | Cảng Sài Gòn (1)                                  | 1–1 (5–4 p)                                       | Câu lạc bộ Quân đội                               | Sân vận động Thống Nhất, Thành phố Hồ Chí Minh    | N/A                                               |                                                   |
| 1993     | Quảng Nam – Đà Nẵng (1)                           | 2–1                                               | Tổng cục Đường sắt                                | Sân vận động Chi Lăng, Đà Nẵng                    | N/A                                               |                                                   |
| 1994     | Sông Bé (1)                                       | 1–0                                               | Cảng Sài Gòn                                      | Sân vận động Thống Nhất, Thành phố Hồ Chí Minh    | N/A                                               |                                                   |
| 1995     | Công an Hải Phòng (1)                             | 1–0                                               | Công an Hà Nội                                    | Sân vận động Hàng Đẫy, Hà Nội                     | N/A                                               |                                                   |
| 1996     | Hải Quan (1)                                      | 0–0 (6–5 p)                                       | Cảng Sài Gòn                                      | Sân vận động Thống Nhất, Thành phố Hồ Chí Minh    | 15.000                                            |                                                   |
| 1997     | Hải Quan (2)                                      | 3–0                                               | Cảng Sài Gòn                                      | Sân vận động Chi Lăng, Đà Nẵng                    | N/A                                               |                                                   |
| 1998     | Công an Thành phố Hồ Chí Minh (1)                 | 2–0                                               | Hải Quan                                          | Sân vận động Thống Nhất, Thành phố Hồ Chí Minh    | N/A                                               |                                                   |
| 1999–00  | Cảng Sài Gòn (2)                                  | 2–1                                               | Công an Thành phố Hồ Chí Minh                     | Sân vận động Thống Nhất, Thành phố Hồ Chí Minh    | N/A                                               |                                                   |
| 2000–01  | Công an Thành phố Hồ Chí Minh (2)                 | 2–1                                               | Công an Hà Nội                                    | Sân vận động Hà Nội, Hà Nội                       | 8.000                                             | [ 4 ]                                             |
| 2001–02  | Sông Lam Nghệ An (1)                              | 1–0                                               | Thừa Thiên Huế                                    | Sân vận động Vinh, Nghệ An                        | 6.000                                             | [ 5 ]                                             |
| 2003     | Bình Định (1)                                     | 2–1                                               | Ngân hàng Đông Á                                  | Sân vận động Quy Nhơn, Bình Định                  | 15.000                                            | [ 6 ]                                             |
| 2004     | Bình Định (2)                                     | 2–0                                               | Thể Công                                          | Sân vận động Vinh, Nghệ An                        | N/A                                               |                                                   |
| 2005     | Gạch Đồng Tâm Long An (1)                         | 5–0                                               | Mitsustar Hải Phòng                               | Sân vận động Long An, Long An                     | 12.000                                            |                                                   |
| 2006     | Hòa Phát Hà Nội (1)                               | 2–1                                               | Gạch Đồng Tâm Long An                             | Sân vận động Ninh Bình, Ninh Bình                 | 20.000                                            | [ 7 ]                                             |
| 2007     | Đạm Phú Mỹ Nam Định                               | 1–0                                               | Pisico Bình Định                                  | Sân vận động Ninh Bình, Ninh Bình                 | 8.000                                             | [ 8 ]                                             |
| 2008     | Hà Nội ACB (1)                                    | 1–0                                               | Becamex Bình Dương                                | Sân vận động Hàng Đẫy, Hà Nội                     | 1.000                                             | [ 9 ]                                             |
| 2009     | SHB Đà Nẵng                                       | 1–0                                               | Thể Công                                          | Sân vận động Hàng Đẫy, Hà Nội                     | 3.000                                             | [ 10 ]                                            |
| 2010     | Sông Lam Nghệ An (2)                              | 1–0                                               | Hoàng Anh Gia Lai                                 | Sân vận động Thống Nhất, Thành phố Hồ Chí Minh    | 7.000                                             | [ 11 ]                                            |
| 2011     | Navibank Sài Gòn                                  | 3–0                                               | Sông Lam Nghệ An                                  | Sân vận động Thống Nhất, Thành phố Hồ Chí Minh    | 15.000                                            | [ 12 ]                                            |
| 2012     | Sài Gòn Xuân Thành (1)                            | 4–1                                               | Hà Nội T&T                                        | Sân vận động Thống Nhất, Thành phố Hồ Chí Minh    | 12.000                                            | [ 13 ]                                            |
| 2013     | Xi măng The Vissai Ninh Bình (1)                  | 1–1 (6–5 p)                                       | SHB Đà Nẵng                                       | Sân vận động Chi Lăng, Đà Nẵng                    | 18.000                                            | [ 14 ]                                            |
| 2014     | Hải Phòng                                         | 2–0                                               | Becamex Bình Dương                                | Sân vận động Lạch Tray, Hải Phòng                 | 10.000                                            | [ 15 ]                                            |
| 2015     | Becamex Bình Dương (2)                            | 4–2                                               | Hà Nội T&T                                        | Sân vận động Gò Đậu, Bình Dương                   | 14.000                                            | [ 16 ]                                            |
| 2016     | Than Quảng Ninh                                   | 4–4                                               | Hà Nội T&T                                        | Sân vận động Cẩm Phả, Quảng Ninh                  | 8.000                                             | [ 17 ]                                            |
| 2016     | Than Quảng Ninh                                   | 2–1                                               | Hà Nội T&T                                        | Sân vận động Hàng Đẫy, Hà Nội                     | 8.000                                             | [ 17 ]                                            |
| 2017     | Sông Lam Nghệ An (3)                              | 5–1                                               | Becamex Bình Dương                                | Sân vận động Gò Đậu, Bình Dương                   | 15.000                                            | [ 18 ]                                            |
| 2017     | Sông Lam Nghệ An (3)                              | 2–1                                               | Becamex Bình Dương                                | Sân vận động Vinh, Nghệ An                        | 7.000                                             | [ 18 ]                                            |
| 2018     | Becamex Bình Dương (3)                            | 3–1                                               | FLC Thanh Hóa                                     | Sân vận động Gò Đậu, Bình Dương                   | 4.000                                             | [ 19 ]                                            |
| 2019     | Hà Nội (1)                                        | 2–1                                               | Quảng Nam                                         | Sân vận động Tam Kỳ, Quảng Nam                    | 7.000                                             | [ 20 ]                                            |
| 2020     | Hà Nội (2)                                        | 2–1                                               | Viettel                                           | Sân vận động Hàng Đẫy, Hà Nội                     | 4.000                                             | [ 21 ]                                            |
| 2021     | Mùa giải bị hủy bỏ do ảnh hưởng của dịch COVID-19 | Mùa giải bị hủy bỏ do ảnh hưởng của dịch COVID-19 | Mùa giải bị hủy bỏ do ảnh hưởng của dịch COVID-19 | Mùa giải bị hủy bỏ do ảnh hưởng của dịch COVID-19 | Mùa giải bị hủy bỏ do ảnh hưởng của dịch COVID-19 | Mùa giải bị hủy bỏ do ảnh hưởng của dịch COVID-19 |
| 2022     | Hà Nội (3)                                        | 2–0                                               | Topenland Bình Định                               | Sân vận động Hàng Đẫy, Hà Nội                     | 7.000                                             | [ 22 ]                                            |
| 2023     | Đông Á Thanh Hóa (1)                              | 0–0 (5–3 p)                                       | Viettel                                           | Sân vận động Thanh Hóa, Thanh Hóa                 | 10.000                                            | [ 23 ]                                            |
| 2023–24  | Đông Á Thanh Hóa (2)                              | 0–0 (9–8 p)                                       | Hà Nội                                            | Sân vận động Thanh Hóa, Thanh Hóa                 | 13.500                                            | [ 24 ]                                            |
| 2024–25  | Công an Hà Nội (1)                                | 5–0                                               | Sông Lam Nghệ An                                  | Sân vận động Vinh, Nghệ An                        | 20.000                                            | [ 25 ]                                            |

## Các câu lạc bộ vô địch

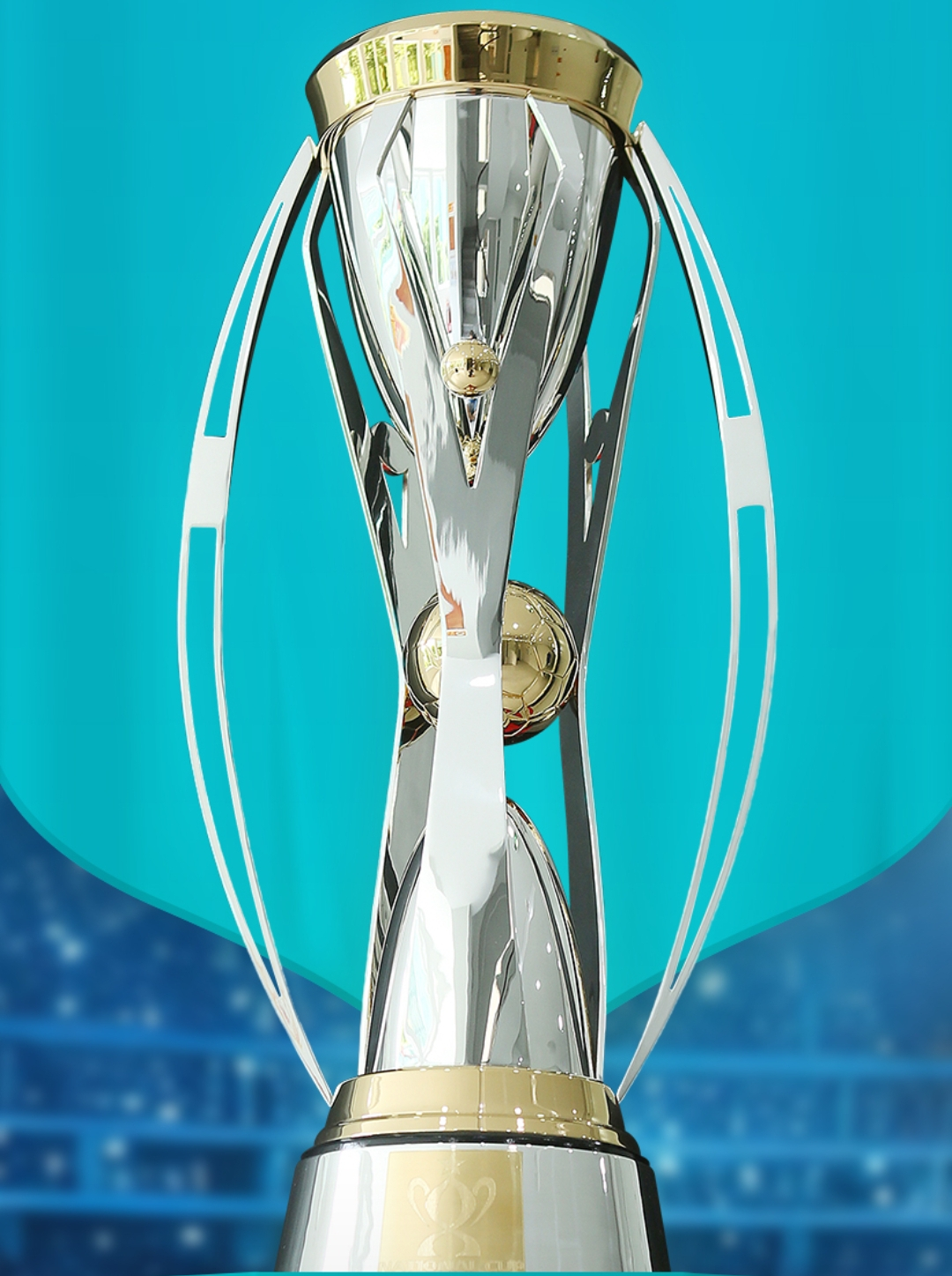
Chiếc cúp vô địch của Cúp Quốc gia từ năm 2024.

| Chú thích                                     |
| --------------------------------------------- |
| Câu lạc bộ đang thi đấu tại V.League 1        |
| Câu lạc bộ hiện không thi đấu tại V.League 1. |
| Câu lạc bộ không còn tham gia bóng đá         |

| Câu lạc bộ                                             | Vô địch | Năm vô địch                        | Ghi chú |
| ------------------------------------------------------ | ------- | ---------------------------------- | --- |
| Câu lạc bộ bóng đá Công an Thành phố Hồ Chí Minh (mới) | 5       | 1992, 1998, 1999–00, 2000–01, 2013 | Kế thừa Cảng Sài Gòn (1992, 1999–2000), Công an Thành phố Hồ Chí Minh (cũ) (1998, 2000-01), Xi măng The Vissai Ninh Bình (2013) |
| Becamex Thành phố Hồ Chí Minh                          | 3       | 1994, 2015, 2018                   | tên cũ là Sông Bé (1994), Bình Dương (1998–2006), Becamex Bình Dương (2007–2025) |
| Hà Nội                                                 | 3       | 2019, 2020, 2022                   | tên cũ là Hà Nội T&T (2006–2016) |
| Sông Lam Nghệ An                                       | 3       | 2001–02, 2010, 2017                | tên cũ là PJICO Sông Lam Nghệ An (2004–2006), Tài chính Dầu khí Sông Lam Nghệ An (2007–2008) |
| Đông Á Thanh Hóa                                       | 2       | 2023, 2023–24                      | tên cũ là Halida Thanh Hóa (2007–2008), Xi măng Công Thanh Thanh Hóa (2008–2009), Lam Sơn Thanh Hóa (2010), Thanh Hóa (2011–2015, 2019–2020), FLC Thanh Hóa (2015–2018)                                                                                           |
| Quy Nhơn Bình Định                                     | 2       | 2003, 2004                         | tên cũ là Bình Định (1990–2004), Hoa Lâm Bình Định (2005), Pisico Bình Định (2006–2007), Boss Bình Định (2008), Topenland Bình Định (2021–2023), MerryLand Quy Nhơn Bình Định (2023–2024)                                                                         |
| SHB Đà Nẵng                                            | 2       | 1993, 2009                         | tên cũ là Quảng Nam-Đà Nẵng (1976–1996), Đà Nẵng (1997–2007) |
| Hải Phòng                                              | 2       | 1995, 2014                         | tên cũ là Công an Hải Phòng (1986–2002), Thép Việt - Úc Hải Phòng (2002–2004), Mitsustar Hải Phòng (2005), Mitsustar Haier Hải Phòng (2006), Vạn Hoa Hải Phòng (2007), Xi măng Hải Phòng (2008–2010), Vicem Hải Phòng (2011–2012), Xi măng Vicem Hải Phòng (2013) |
| Công an Hà Nội                                         | 1       | 2024–25                            | |
| Long An                                                | 1       | 2005                               | tên cũ là Gạch Đồng Tâm Long An (2001–2006), Đồng Tâm Long An (2007–2015) |
| Thép Xanh Nam Định                                     | 1       | 2007                               | tên cũ là Nam Định (1991–2003, 2013–2019, 2021–2022), Sông Đà Nam Định (2003–2006), Đạm Phú Mỹ Nam Định (2007–2008), Mikado Nam Định (2006–2007, 2008–2009, 2011–2013), Megastar Nam Định (2010), Dược Nam Hà Nam Định (2019–2020)                                |
| Than Quảng Ninh                                        | 1       | 2016                               | |
| Xi măng Xuân Thành Sài Gòn                             | 1       | 2012                               | tên cũ là Sài Gòn Xuân Thành (2012) |
| Hòa Phát Hà Nội                                        | 1       | 2006                               | |
| Hà Nội ACB                                             | 1       | 2008                               | |
| Navibank Sài Gòn                                       | 1       | 2011                               | |

## Các nhà tài trợ
| #  | Nhà tài trợ       | Mùa giải                                |
| -- | ----------------- | --------------------------------------- |
| 1  | Pepsi             | 1997, 1998, 1999–2000, 2000–01, 2001–02 |
| 2  | Vinausteel        | 2003                                    |
| 3  | Samsung           | 2004                                    |
| 4  | Vilube            | 2005                                    |
| 5  | Vinakansai Cement | 2006, 2007, 2008, 2009                  |
| 6  | Nhựa Hoa Sen      | 2010, 2011, 2012                        |
| 7  | Eximbank          | 2013                                    |
| 8  | Kienlongbank      | 2014, 2015, 2016                        |
| 9  | Sứ Thiên Thanh    | 2017                                    |
| 10 | Sư Tử Trắng       | 2018                                    |
| 11 | Bamboo Airways    | 2019, 2020, 2021                        |
| 12 | BaF Meat          | 2022                                    |
| 13 | Không có          | 2023, 2024–25                           |
| 14 | Casper            | 2023–24                                 |